# 萊卡科柳山
16°39′12″S 67°46′0″W / 16.65333°S 67.76667°W

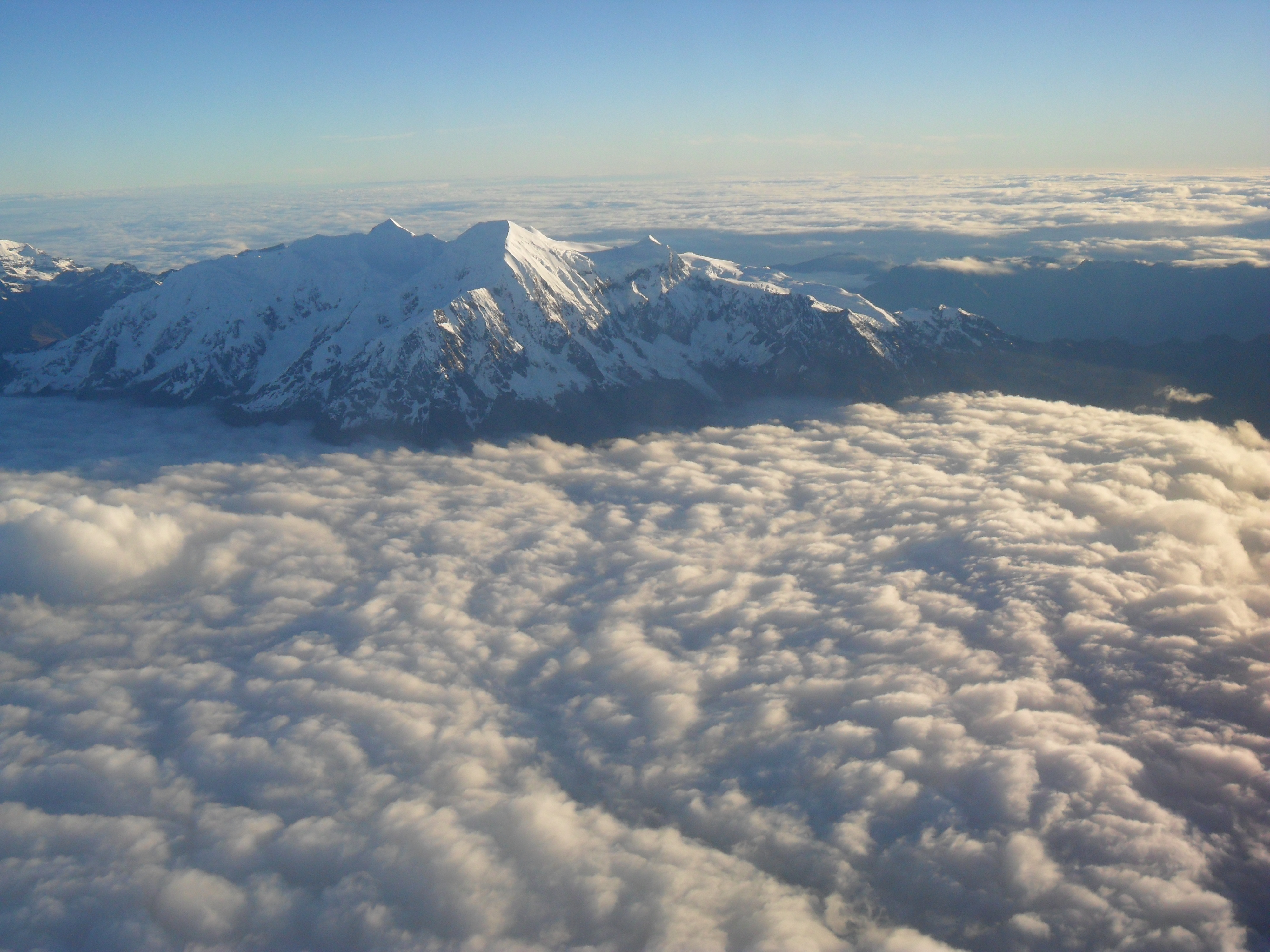

萊卡科柳山（Layqa Qullu），是玻利維亞的山峰，位於該國西部拉巴斯省的佩德羅多明戈穆里略省和南永加斯省，處於林科林科山西北面，屬於安第斯山脈中玻利維亞瑞阿爾山脈的一部分，海拔高度6,166米。